# South Grafton
South Grafton är en ort i Australien. Den ligger i kommunen Clarence Valley och delstaten New South Wales, i den sydöstra delen av landet, omkring 490 kilometer norr om delstatshuvudstaden Sydney. Antalet invånare är 16 399.
South Grafton är det största samhället i trakten.
I omgivningarna runt South Grafton växer huvudsakligen savannskog. Runt South Grafton är det ganska tätbefolkat, med 52 invånare per kvadratkilometer. Genomsnittlig årsnederbörd är 1 423 millimeter. Den regnigaste månaden är januari, med i genomsnitt 273 mm nederbörd, och den torraste är oktober, med 19 mm nederbörd.